# Вьетнамские числительные

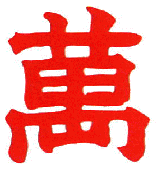
Вьетнамцы пользуются и местными, и заимствованными китайскими числительными

Вьетнамские числительные — совокупность исконно вьетнамской и заимствованной из Китая систем счёта.

## Общие сведения
Среди других языков синосферы, например, японского и корейского, также обычно использование то исконной, то китаизированной систем счёта, причём заимствованная находится в большем ходу. Во вьетнамском языке же китайская система имеет меньшее распространение. Числа с единицы до тысячи обычно выражаются по-вьетнамски, и только большие числа, например, миллион (вьет. triệu, тьы-ном 兆, в китайском имеет значение «триллион») обычно используются в китайском варианте.
Современный вьетнамский язык записывается модифицированной латиницей куокнгы, а тексты, созданные более ста лет назад, писали китайскими иероглифами и адаптированными иероглифами для записи вьетнамского языка тьы-ном. Причём первыми писали китайские числительные, а вторыми — вьетнамские.

## Цифры
В отличие от других народов синосферы, вьетнамцы выделяют в разряде три символа, в отличие от китайцев, корейцев и японцев, которые считают вторым разрядом десятки тысяч:
100000 (кит. трад. 10万, 10 × 10 000);
100000 (яп. 10万, 10 × 10 000);
100000 (100𠦳, 100 × 1000).
Число 123123123 по-вьетнамски будет записано следующим образом:
вьет. một trăm hai mươi ba triệu một trăm hai mươi ba nghìn (ngàn) một trăm hai mươi ba,
тьы-ном: 𠬠𤾓𠄩𨒒𠀧兆𠬠𤾓𠄩𨒒𠀧𠦳𠬠𤾓𠄩𨒒𠀧,
система Мхитарян: мот чам хай мыой ба чьеу мот чам хай мыой ба нгин (нган) мот чам хай мыой ба,
или «123兆123𠦳123» (123 миллиона, 123 тысячи 123).
По-китайски, по-корейски и по-японски это число разделяют на разряды так: «1億2312万3123» (1 сотня миллионов, 2312 десятков тысяч 3123). В XXI веке знак «兆» в Республике Тайвань определён как 1012, а в КНР часто считается равным 106.
В отличие от корейского и японского языков, где китайские названия цифр широко используются вместе с исконными, во вьетнамском сфера их употребления значительно ограничена. Китаизмы активно употребляют лишь после пересечения разряда тысяч: десять тысяч (vạn, 萬, ван), сто миллионов (ức, 億, ык), триллион (triệu, 兆, чьеу). Тем не менее, эти слова также постепенно выходят из употребления.
Некоторые китайские цифры смешиваются с вьетнамскими: десять триллионов (mười triệu, 𨒒兆, мыой[вьетн.] чьеу[кит.]).
В нижеприведённой таблице зелёным цветом и полужирным начертанием выделены наиболее употребительные формы. В случае диалектных расхождений в произношении варианты приведены в примечаниях. Произношение вьетнамских слов приведено во всплывающей подсказке согласно вьетнамско-русской практической транскрипции.
| Цифра         | Китаизм            | Китаизм                          | Исконное слово            | Исконное слово                            | Примечания |
| ------------- | ------------------ | -------------------------------- | ------------------------- | ----------------------------------------- | --- |
| Цифра         | Ханты              | Куокнгы                          | Тьы-ном                   | Куокнгы                                   | Примечания |
| 0             | 空 • 〇（零）      | không • linh                     | —                         | —                                         | Заимствованное слово «ноль» (вьет. zêrô/dêrô, зеро) используется в научных публикациях |
| 1             | 一（壹）           | nhất                             | 𠬠                        | một                                       | |
| 2             | 二（貳）           | nhị                              | 𠄩                        | hai                                       | |
| 3             | 三（叄）           | tam                              | 𠀧                        | ba                                        | |
| 4             | 四（肆）           | tứ                               | 𦊚                        | bốn                                       | В числах, больших 20, конечная четвёрка читается «tứ». |
| 5             | 五（伍）           | ngũ                              | 𠄼                        | năm                                       | В ханойском диалекте «пять» произносится как «лам» (lăm), если входит в двузначное число, оканчивающееся на 5 (15, 25, 35…) во избежание совпадений со словом «нам» (năm, 𢆥, лет), обозначающим возраст. |
| 6             | 六（陸）           | lục                              | 𦒹                        | sáu                                       | |
| 7             | 七（柒）           | thất                             | 𦉱                        | bảy                                       | Может в некоторых диалектах читаться как «bẩy» (бэй). |
| 8             | 八（捌）           | bát                              | 𠔭                        | tám                                       | |
| 9             | 九（玖）           | cửu                              | 𠃩                        | chín                                      | |
| 10            | 十（拾）           | thập                             | 𨒒                        | mười                                      | |
| 100           | 百（佰）           | bách                             | 𤾓 • 𠬠𤾓                 | trăm • một trăm                           | Китаизм «бать» (百) часто используется в качестве морфемы в сложных словах, например, «попасть в цель сто раз из ста» (bách phát bách trúng, 百發百中, бать фат бать чунг).                               |
| 1,000         | 千（仟）           | thiên                            | 𠦳 • 𠬠𠦳                 | nghìn (ngàn) • một nghìn (ngàn)           | «Тхьен», аналогично слову «бать», редко используется для обозначения числа. «Нгин» — северное произношение, «нган» — южное.                                                                               |
| 10,000        | 萬 • 𠬠萬          | vạn • một vạn                    | 𨒒𠦳                      | mười nghìn (ngàn)                         | «Мот» в слове «мот ван» (𠬠萬) — исконно вьетнамское слово. |
| 100,000       | 億 • 𠬠億 • 𨒒萬   | ức • một ức • mười vạn           | 𤾓𠦳 • 𠬠𤾓𠦳             | trăm nghìn (ngàn) • một trăm nghìn (ngàn) | «Мыой» и «мот» — исконно вьетнамские слова. |
| 1,000,000     | 兆 • 𠬠兆 • 𠬠𤾓萬 | triệu • một triệu • một trăm vạn | —                         | —                                         | «Мот» и «чам» — исконно вьетнамские слова. |
| 10,000,000    | 𨒒兆               | mười triệu                       | (вьетнамские + китайские) | (вьетнамские + китайские)                 | «Мыой» — исконно вьетнамское слово. |
| 100,000,000   | 𤾓兆               | trăm triệu                       | (вьетнамские + китайские) | (вьетнамские + китайские)                 | «Чам» — исконно вьетнамское слово. |
| 1,000,000,000 | 秭                 | tỷ                               | —                         | —                                         | |

## Прочие числа
| Число | Хан-ном                     | Куокнгы                                                                   | Примечания                                                                                                   |
| ----- | --------------------------- | ------------------------------------------------------------------------- | --- |
| 11    | 𨒒𠬠                        | mười một                                                                  | |
| 12    | 𨒒𠄩 • 𠬠 tá                | mười hai • một tá                                                         | «một tá» часто используется в науке, «tá» — заимствование : «дюжина».                                        |
| 14    | 𨒒𦊚 • 𨒒四                 | mười bốn • mười tư                                                        | «mười tư» часто используется в литературе, «ты» — китаизм".                                                  |
| 15    | 𨒒𠄻                        | mười lăm                                                                  | «Пять» произносится lăm.                                                                                     |
| 19    | 𨒒𠃩                        | mười chín                                                                 | |
| 20    | 𠄩𨒒 • 𠄩𨔿                 | hai mươi • hai chục                                                       | |
| 21    | 𠄩𨒒𠬠                      | hai mươi mốt                                                              | В числах с 21 до 91 конечная единица произносится «mốt».                                                     |
| 24    | 𠄩𨒒四                      | hai mươi tư                                                               | В оканчивающихся на четвёрку числах, больших 20, обычно используется «tư».                                   |
| 25    | 𠄩𨒒𠄻                      | hai mươi lăm                                                              | «Пять» произносится «lăm».                                                                                   |
| 50    | 𠄼𨒒 • 𠄼𨔿                 | năm mươi • năm chục                                                       | Слово «десять» в числах, больших 20, произносится «mươi».                                                    |
| 101   | 𠬠𤾓零𠬠 • 𠬠𤾓𥘶𠬠         | một trăm linh một • một trăm lẻ một                                       | На Севере используется вариант «một trăm linh một», а на Юге — «мот чам лэ мот» (một trăm lẻ một, 𠬠𤾓𥘶𠬠). |
| 1001  | 𠬠𠦳空𤾓零𠬠 • 𠬠𠦳空𤾓𥘶𠬠 | một nghìn (ngàn) không trăm linh một • một nghìn (ngàn) không trăm lẻ một | Если в разряде сотен стоит ноль, это выражается конструкцией «không trăm» (空𤾓).                            |
| 10055 | 𨒒𠦳空𤾓𠄼𨒒𠄻              | mười nghìn (ngàn) không trăm năm mươi lăm                                 | |

- Конечная единица в числах больше 20 читается «mốt».
- Конечная четвёрка в числах больше 20 читается «tư».
- Конечная пятёрка в числах больше 10 читается «lăm».
- Десятка в числах больше 20 читается «mươi».

## Порядковые числительные
Вьетнамские порядковые числительные обычно начинаются с заимствованной из Китая приставки «тхы» (thứ, 次), единица читается «нят» (nhất, 一), а четвёрка — «ты» (tư, 四); двойка — «ни» (nhì, 二). В остальных случаях используются местные чтения.
| Число | Куокнгы           | Хан-ном     |
| ----- | ----------------- | ----------- |
| 1-й   | thứ nhất          | 次一        |
| 2-й   | thứ hai • thứ nhì | 次𠄩 • 次二 |
| 3-й   | thứ ba            | 次𠀧        |
| 4-й   | thứ tư            | 次四        |
| 5-й   | thứ năm           | 次𠄼        |
| N-й   | thứ …             | 次…         |